# Liri
O Liri é um rio da Italia central-meridional que atravessa Abruzos, o Lácio e a Campânia, com um percurso de  120 km até a confluência com o rio Gari, onde toma o nome de Garigliano. Com este nome percorre mais  38 km até desembocar no mar Tirreno. Devido a esta fusão, é conhecido também com a denominação de Liri-Garigliano, com o comprimento total de 158 km. Na cartografia histórica è encontrada também a denominação Garigliano desde a foz.

Liris nunc Garigliano Fiume che termina la Provincia del Lavoro— Ameti, mappa de Il Lazio, 1693

## Percurso
Nasce em Abruzos próximo à comuna de Cappadocia no Monte Camiciola (1701 m) correndo pelo vale Roveto, onde recebe as águas de um canal artificial que drena a planície de Fucino, e passa pelas cidades de  Capistrello, Civitella Roveto, Canistro e Balsorano. 

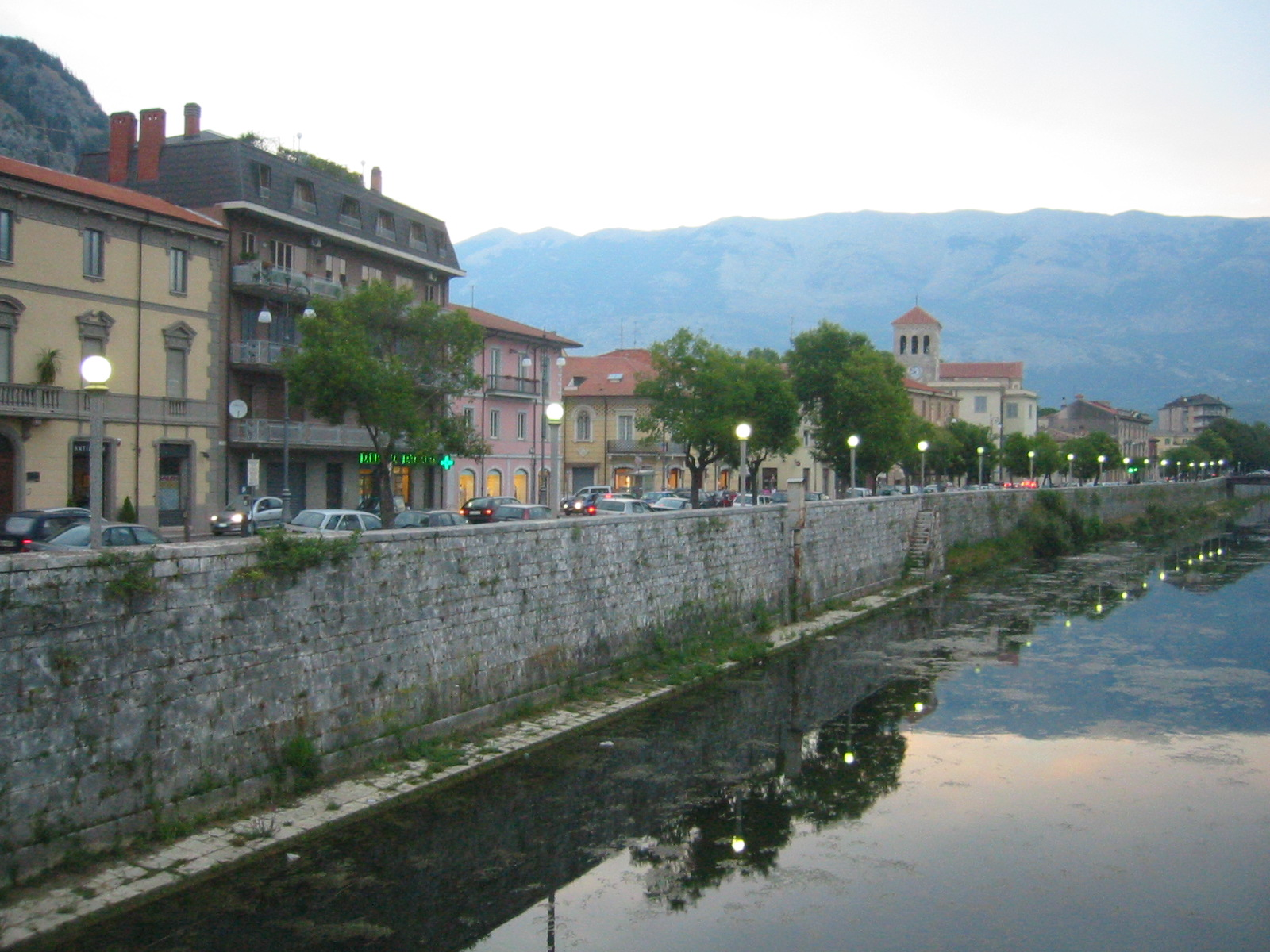
O rio Liri em Sora.

No Lácio banha as comuna de Sora (Frosinone), recebe na sua margem esquerda o rio Fibreno, atraversa a comuna de Isola del Liri, em cujo centro há uma notável cascata, única no mundo que divide in dois um centro habitado, passa pela comuna de Arce onde recebe na margem direita o rio Amaseno, seguindo com trajeto sinuoso. Recebe, também na margem direita, o seu afluente mais importante, o rio Sacco pouco antes de uma barragem que forma o lago de Isoletta-San Giovanni Incarico.  
À jusante do reservatório, perto de Aquino, recebe à esquerda o rio Melfa, vindo das Montanhas Meta, pouco depois de atingir a cidade de Pontecorvo.
Após Pontecorvo o rio recebe à direita o rio Forma Quesa e pela esquerda o rio le Forme d'Aquino e atravessa a comuna de San Giorgio a Liri. 

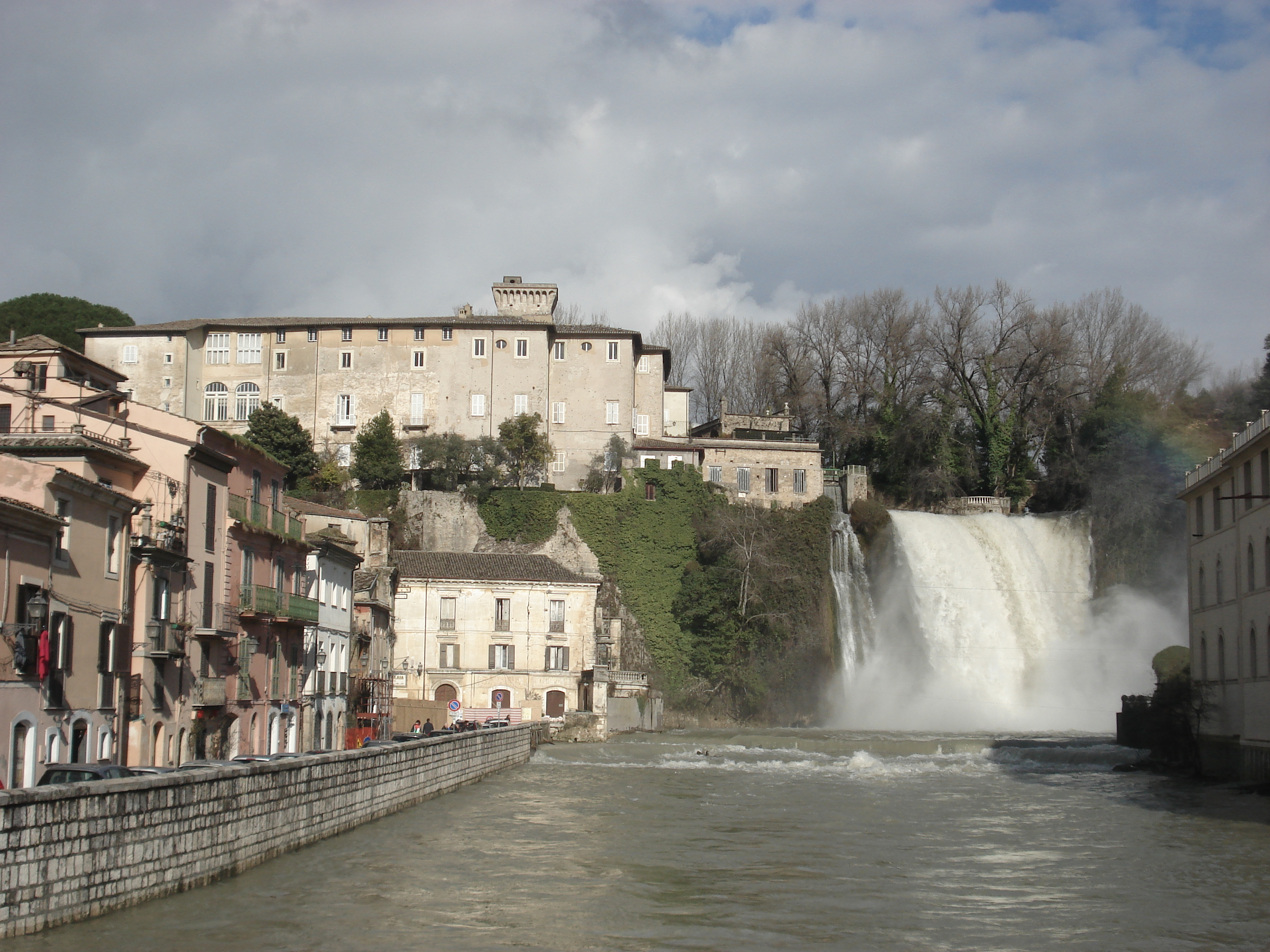
Cascata do Liri em Isola del Liri

Faz a divisa entre o Lácio e a Campânia após este ponto, próximo a Sant'Apollinare.
No ponto onde recebe as águas do rio Gari toma o nome de Garigliano, prosseguindo por mais 38 km, recebendo ainda as águas dos rios Peccia e, próximo à foz, o rio Ausentedesaguando no Mar Tirreno no golfo de Gaeta mantendo por todo o percurso a divisa natural entre o Lácio e la Campânia. 
A bacia hidrográfica doLiri-Garigliano é de 5.020 km².

## Regime

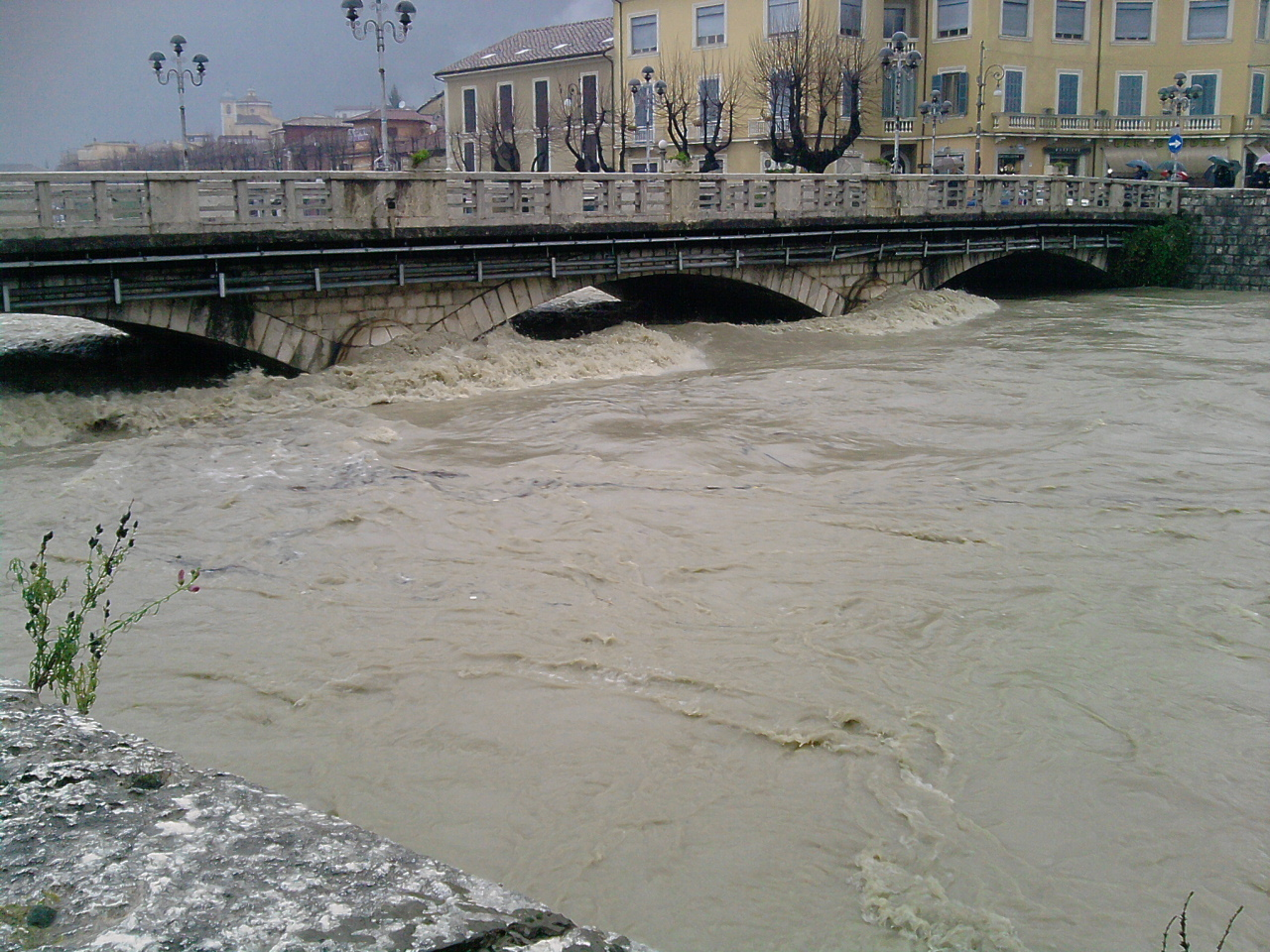
Cheia do Liri em 1º de dezembro de 2010 em Sora

O Liri é um rio de grande fluxo  graças à permeabilidade notável da maioria de sua área de influência. Seu regime, no entanto, é irregular, com pleno fluxo no outono e baixos débitos no e inverno e no verão. O rio também está sujeito a exploração pesada de suas águas, de modo a sofrer muito em alguns lugares.

## O nome
O nome è encontrado em Plínio, o Velho (História Natural, II, 227) e Estrabão, onde se lê que o Liri, nascido nas montanhas depois de Sora une-se ao Frégelas e ao Minturno (Geografia, V,3): assim, o nome antigo para o Liris refere-se a todo o caminho do que hoje chamamos de Liri-Garigliano. De Estrabão aprendemos também que anteriormente era chamado de Clanis.
Ao fim da Idade Médiaé documentado também com o nome de Verde, que compreendia também o atual Garigliano: assim é mencionado em Dante a proposito di Manfredo da Sicília, cujos restos mortais foram desenterrados de Benevento e trasladados para fora dos confins do Reino da Sicília, por ordem do papa.
A denominação Garigliano, referente ao trecho entre a confluência com o rio Gari e a foz, é de origem medieval tardia. 
O étimo é incerto, talvez esteja ligado a um termo pre-romano "liri" que indica  água barrenta; foi recentemente levantada a hipótese de uma derivação do árabe "garil" (pântano), com referência à morfologia do trecho final de seu curso.